# Amt Bergheim (Erft)
Das Amt Bergheim (Erft) war ein Amt im Kreis Bergheim in der preußischen Rheinprovinz und in Nordrhein-Westfalen. Es ging aus der Bürgermeisterei Bergheim, der Bürgermeisterei Hüchelhoven und der Bürgermeisterei Paffendorf hervor. Das Gebiet des Amtes gehört heute zur Stadt Bergheim im Rhein-Erft-Kreis.

## Bürgermeisterei Bergheim
Von 1798 bis 1814 standen alle linksrheinischen Gebiete unter französischer Herrschaft. Während dieser Zeit wurde nach französischem Vorbild die Mairie Bergheim eingerichtet, die zum Kanton Bergheim im Arrondissement Köln des Rur-Departements gehörte. Nachdem das Rheinland 1814 an Preußen gefallen war, wurde aus der Mairie die preußische Bürgermeisterei Bergheim, die 1816 zum neuen Kreis Bergheim kam.
Die Bürgermeisterei Bergheim umfasste fünf Gemeinden:
- Bergheim (Stadt)
- Kenten
- Quadrath-Ichendorf (bis ca. 1900 Quadrath)
- Wiedenfeld
- Zieverich

Am Ende des Jahres 1927 wurde die Bezeichnung aller rheinischen Landbürgermeistereien in „Amt“ geändert. Die Bürgermeisterei hieß nun Amt Bergheim.

## Bürgermeisterei Paffendorf
Auch die Bürgermeisterei Paffendorf ging aus einer in der Franzosenzeit gegründeten Mairie hervor. Sie umfasste vier Gemeinden:
- Glesch
- Niederaußem
- Oberaußem
- Paffendorf

Aus der Bürgermeisterei wurde am Ende des Jahres 1927 das Amt Paffendorf.

## Bürgermeisterei Hüchelhoven
Die Bürgermeisterei Hüchelhoven, ebenfalls in der Franzosenzeit als Mairie gegründet, bestand nur aus der Gemeinde Hüchelhoven. Aus ihr wurde am Ende des Jahres 1927 das Amt Hüchelhoven. Am 1. November 1934 wurden alle preußischen Einzelgemeindeämter und damit auch das Amt Hüchelhoven aufgehoben; Hüchelhoven wurde dadurch eine amtsfreie Gemeinde.

## Amt Bergheim (Erft)
Am 1. April 1937 wurde das Amt Paffendorf aufgelöst. Seine vier Gemeinden wurden zusammen mit der amtsfreien Gemeinde Hüchelhoven in das Amt Bergheim eingegliedert.  Am 1. April 1938 wurden Kenten und Zieverich in die Stadt Bergheim eingegliedert; am 1. April 1958 auch noch Wiedenfeld. Oberaußem wurde nach dem Zweiten Weltkrieg in Oberaußem-Fortuna umbenannt.
Das Amt Bergheim (Erft) umfasste seitdem
- die Stadt Bergheim
- die Gemeinde Glesch
- die Gemeinde Hüchelhoven
- die Gemeinde Niederaußem
- die Gemeinde Oberaußem-Fortuna
- die Gemeinde Paffendorf und
- die Gemeinde Quadrath-Ichendorf.

Am 1. Januar 1975 wurde das Amt Bergheim (Erft) durch das Köln-Gesetz aufgelöst. Seine Gemeinden wurden Teil der vergrößerten Stadt Bergheim.

## Einwohnerentwicklung
| Jahr | Bürgermeisterei Bergheim | Bürgermeisterei Paffendorf | Bürgermeisterei Hüchelhoven | Quelle |
| ---- | ------------------------ | -------------------------- | --------------------------- | ------ |
| 1843 | 3.348                    | 3.029                      | 2.475                       | [ 5 ]  |
| 1871 | 3.565                    | 3.334                      | 2.768                       | [ 6 ]  |
| 1885 | 3.419                    | 3.334                      | 2.688                       | [ 7 ]  |
| 1910 | 5.620                    | 4.396                      | 2.708                       | [ 8 ]  |
| 1925 | 7.381                    | 6.065                      | 2.881                       | [ 9 ]  |
|      | Amt Bergheim (Erft)      |                            |                             |        |
| 1939 | 18.167                   | 18.167                     | 18.167                      | [ 10 ] |
| 1950 | 25.634                   | 25.634                     | 25.634                      | [ 11 ] |
| 1961 | 30.761                   | 30.761                     | 30.761                      | [ 11 ] |
| 1970 | 36.320                   | 36.320                     | 36.320                      | [ 11 ] |

## Amtsbürgermeister
- 1920–194500Wilhelm Simon
- 1952–196400Johann Großmann